# Gloria Dei (Old Swedes') church
Gloria Dei Church (Old Swedes') är en kyrka i Philadelphia i den amerikanska delstaten Pennsylvania. Kyrkan uppfördes av svenskättlingarna från Nya Sverige och stod klar 1700 vilket gör byggnaden till den äldsta kyrkan i Pennsylvania. 1942 blev kyrkan upptagen som ett "National Historic Site" i National Register of Historic Places sex år före Independence Hall.

## Kyrkobyggnaden
Kyrkan ligger på 916 South Swanson Street i parken mellan Columbus Boulevard och Christian Street i stadsdelen Queens Village i centrala Philadelphia.
Byggnaden är uppförd i sten som en rektangel med en längd på cirka 20 meter, cirka 11 meter bred och 6 meter hög (samma dimensioner som Holy Trinity (Old Swedes') kyrkan). Klocktornet tillkom först 1703.
Dopfunten utförd i marmor är från 1731 och en ljuskrona i mittgångens tak är skapad av Carl Milles. Kyrkklockan är gjuten 1806 och är en kopia av klockan i den första kyrkan på Tinicumön. Glasfönstret med glasmålning tillverkades kring 1846 och är det äldsta bevarade exemplet på amerikansk glasmålning. Orgeln är tillverkad 1902 och har 1 300 pipor, vidare finns modeller av fartygen "Kalmar Nyckel" och "Fågel Grip" i kyrkan, byggda av Ture Hall, Malmö.

## Historia
Kyrkans hörnsten lades i oktober 1698 och kyrkan stod klar den 2 juli 1700 (första söndagen efter årets Heliga Trefaldighets dag) då den konsekrerades som Gloria Dei Kyrka (Guds Härlighets kyrka) av pastor Eric Björk. Området kallades Wicaco och marken hade donerats av svenskättlingen Sven Svensson, kyrkan ersatte den tidigare byggnaden vid Fort Nya Göteborg i Tinicum byggd 1646.
Kyrkogården inrättades redan kring 1700, på kyrkogården finns gravar efter en rad kända personer ur USA:s historia.
Kyrkan leddes först av Andreas Rudman, 1702 ersattes denne av Anders Sandel och 1719 blev Jonas Lidman kyrkans pastor. Efter dennes återresa till Sverige 1730 dröjde det till 1737 innan Johan Dylander tillträdde som ny pastor till 1741. Därefter verkade Carl Magnus Wrangel åren 1759 till 1768 och därefter tillträdde Nils Collin.
Den 24 november 1703 prästvigde Rudman, Björk och Sandel tyske Justus Falckner, denne blev därmed den förste luthersk-evangeliske präst som prästvigdes i USA.
1704 utfördes omfattande reparationer och den norra ingången med sakristian byggdes till. 1846 tillkom galleriet.
Den första altartavlan målades av Gustaf Hesselius och avtäcktes i juni 1715, denna tavla finns dock inte bevarad.
Betsy Ross, som enligt traditionen formgav stjärnbaneret, gifte sig i kyrkan 1777,
Kyrkan tillhörde Svenska kyrkan och den sista svenska prästen som skickades ut av Svenska kyrkan, Nicholas Collin, avled 1831. Redan på 1790-talet hölls gudstjänster på engelska enligt episkopalkyrkan för att anpassas till demografiska förändringar, men det hölls gudstjänster fram till 1837, innan kyrkan 1845 övertogs av den Amerikanska episkopalkyrkan. Kyrkan genomgick omfattande reparationer 1846 och 1863.
1850 höll Jenny Lind en konsert här under sin Nordamerikaturné åren 1850–1852.
År 1938 firades 300-årsjubileet för New Sweden, och samma år inleddes en tradition med svenskinspirerat Luciafirande, vars åttiofjärde upplaga genomfördes år 2021.
Den 17 november 1942 utsågs kyrkan till ”National Historic Site” efter initiativ av Swedish Colonial Institute och den 15 oktober 1966 blev byggnaden upptagen på National Register of Historic Places.
1999 genomgick kyrkan omfattande reparationer inför 300-årsjubileet.

### Fotnoter
1. 1 2 3 4 5 6 7 8 9 10 11  Colonial Swedes.org Arkiverad 7 april 2011 hämtat från the Wayback Machine. (läst 14 februari 2011)
2. 1 2 3 4 5 6 7 8 9 10   Old Swedes kyrkan (läst 14 februari 2011)
3. 1 2   National Register of Historic Places (läst 14 februari 2011)
4. 1 2 3   National Park Service, Explorers and settlers (läst 14 februari 2011)
5. ↑   Colonial swedes, Rudmanartikel Arkiverad 15 november 2009 hämtat från the Wayback Machine. (läst 14 februari 2011)
6. ↑  Swedish Colonial News, volume 2, nr 9, Fall 2003 Arkiverad 22 februari 2012 hämtat från the Wayback Machine. (läst 14 februari 2011)
7. ↑  ”Encyclopedia of Greater Philadelphia | National Parks”. philadelphiaencyclopedia.org. https://philadelphiaencyclopedia.org/archive/national-parks/. Läst 8 januari 2022.
8. ↑  ”Svenska kyrkan i Philadelphia”. Svenska kyrkan. http://www.svenskakyrkan.se/default.aspx?id=656375. Läst 10 september 2014.
9. ↑  ”Gudstjänstprogram 5 december 2021”. Gloria Dei (Old Swedes') Church. https://dq5pwpg1q8ru0.cloudfront.net/2021/12/06/04/32/13/4608a606-ebc5-498d-9d51-8e0f7251871a/2%20sun%20of%20advent%20dec%205%202021%20FD.pdf. Läst 1 januari 2022.
10. ↑  David O'Reilly. ”Lucia Fest kindles excitement at historic church” (på engelska). https://www.inquirer.com. https://www.inquirer.com/philly/news/local/20081203_Lucia_Fest_kindles_excitement_at_historic_church.html. Läst 8 januari 2022.